# Julie Halard-Decugis
Julie Halard-Decugis (francès: Julie Halard)  (Versalles, 10 de setembre de 1970) de soltera Julie Halard és una tennista professional francesa retirada.
En el seu palmarès hi ha dotze títols individuals i quinze de dobles femenins. Individualment va arribar a ocupar el setè lloc del rànquing i fou número 1 del rànquing de dobles, la primera tennista francesa que ho aconseguia en l'Era Open. Destaca el títol de Grand Slam aconseguit al US Open de 2000 junt a Ai Sugiyama, amb qui ja havia disputat una final de Grand Slam. Va representar el seu país en la Copa Federació en la dècada dels 90 i també va participar en els Jocs Olímpics.

## Biografia
Filla de Nicole i Jacques Halard, té dos germans grans anomenats Sebastien i Matthieu. Es va casar amb Arnaud Décugis el 22 de setembre 1995, qui era el seu entrenador des de 1989, i parent llunyà del tennista francès Max Décugis. El matrimoni va tenir dos fills.

## Torneigs de Grand Slam

### Dobles femenins: 2 (1−1)
| Resultat  | Núm. | Any  | Torneig   | Parella     | Oponents                       | Marcador      |
| --------- | ---- | ---- | --------- | ----------- | ------------------------------ | ------------- |
| Finalista | 1.   | 2000 | Wimbledon | Ai Sugiyama | Serena Williams Venus Williams | 3−6, 2−6      |
| Guanyador | 1.   | 2000 | US Open   | Ai Sugiyama | Cara Black Elena Likhovtseva   | 6−0, 1−6, 6−1 |

## Palmarès

### Individual: 21 (12−9)
| Llegenda                     |
| ---------------------------- |
| Grand Slam (0−0)             |
| WTA Tour Championships (0−0) |
| Tier I (0−1)                 |
| Tier II (2−3)                |
| Tier III (3−2)               |
| Tier IV (6−3)                |
| Tier V (1−0)                 |

| Títols per superfície |
| --------------------- |
| Dura (5−3)            |
| Gespa (3−0)           |
| Terra batuda (3−4)    |
| Moqueta (1−2)         |

| Resultat   | Núm. | Data                   | Torneig                   | Superfície   | Oponent             | Marcador      |
| ---------- | ---- | ---------------------- | ------------------------- | ------------ | ------------------- | ------------- |
| Finalista  | 1.   | 5 d'octubre de 1987    | Atenes, Grècia            | Terra batuda | Katerina Maleeva    | 0−6, 1−6      |
| Finalista  | 2.   | 5 d'agost de 1991      | Albuquerque, Estats Units | Dura         | Gigi Fernández      | 0−6, 2−6      |
| Guanyadora | 1.   | 21 d'octubre de 1991   | San Juan, Puerto Rico     | Dura         | Amanda Coetzer      | 7−5, 7−5      |
| Guanyadora | 2.   | 27 d'abril de 1992     | Tàrent, Itàlia            | Terra batuda | Emanuela Zardo      | 6−0, 7−5      |
| Finalista  | 3.   | 14 de febrer de 1994   | París, França             | Moqueta (i)  | Martina Navrátilová | 5−7, 3−6      |
| Guanyadora | 3.   | 25 d'abril de 1994     | Tàrent (2)                | Terra batuda | Irina Spîrlea       | 6−2, 6−3      |
| Guanyadora | 4.   | 8 de maig de 1995      | Praga, Txèquia            | Terra batuda | Ludmila Richterová  | 6−4, 6−4      |
| Guanyadora | 5.   | 8 de gener de 1996     | Hobart, Austràlia         | Dura         | Mana Endo           | 6−1, 6−2      |
| Guanyadora | 6.   | 12 de febrer de 1996   | París                     | Moqueta (i)  | Iva Majoli          | 7−5, 7−6(4)   |
| Finalista  | 4.   | 26 de febrer de 1996   | Linz, Àustria             | Moqueta (i)  | Sabine Appelmans    | 2−6, 4−6      |
| Guanyadora | 7.   | 15 de juny de 1996     | Rosmalen, Països Baixos   | Gespa        | Miriam Oremans      | 6−3, 6−4      |
| Finalista  | 5.   | 18 de maig de 1998     | Estrasburg, França        | Terra batuda | Irina Spîrlea       | 6−7(5), 3−6   |
| Guanyadora | 8.   | 16 de novembre de 1998 | Pattaya, Tailàndia        | Dura         | Li Fang             | 6−1, 6−2      |
| Guanyadora | 9.   | 4 de gener de 1999     | Auckland, Nova Zelanda    | Dura         | Dominique Monami    | 6−4, 6−1      |
| Finalista  | 6.   | 26 d'abril de 1999     | Bol, Croàcia              | Terra batuda | Corina Morariu      | 2−6, 0−6      |
| Finalista  | 7.   | 10 de maig de 1999     | Berlín, Alemanya          | Terra batuda | Martina Hingis      | 0−6, 1−6      |
| Guanyadora | 10.  | 7 de juny de 1999      | Birmingham, Regne Unit    | Gespa        | Nathalie Tauziat    | 6−2, 3−6, 6−4 |
| Finalista  | 8.   | 9 d'agost de 1999      | Los Angeles, Estats Units | Dura         | Serena Williams     | 1−6, 4−6      |
| Guanyadora | 11.  | 19 de juny de 2000     | Eastbourne, Regne Unit    | Gespa        | Dominique Monami    | 7−6(4), 6−4   |
| Finalista  | 9.   | 2 d'octubre de 2000    | Tòquio, Japó              | Dura         | Serena Williams     | 5−7, 1−6      |
| Guanyadora | 12.  | 9 d'octubre de 2000    | Tòquio, Japó              | Dura         | Amy Frazier         | 5−7, 7−5, 6−4 |

### Dobles femenins: 25 (15−10)
| Llegenda                     |
| ---------------------------- |
| Grand Slam (1−1)             |
| WTA Tour Championships (0−0) |
| Tier I (2−2)                 |
| Tier II (6−4)                |
| Tier III (4−0)               |
| Tier IV (2−3)                |
| Tier V (0−0)                 |

| Títols per superfície |
| --------------------- |
| Dura (11−5)           |
| Gespa (1−1)           |
| Terra batuda (1−2)    |
| Moqueta (2−2)         |

| Resultat   | Núm. | Data                   | Torneig                    | Superfície   | Parella                 | Oponents                          | Marcador         |
| ---------- | ---- | ---------------------- | -------------------------- | ------------ | ----------------------- | --------------------------------- | ---------------- |
| Finalista  | 1.   | 16 de setembre de 1991 | París, França              | Terra batuda | Alexia Dechaume         | Petra Langrová Radka Zrubáková    | 4−6, 4−6         |
| Finalista  | 2.   | 18 d'abril de 1994     | Barcelona, Espanya         | Terra batuda | Nathalie Tauziat        | Larisa Neiland A. Sánchez Vicario | 2−6, 4−6         |
| Guanyadora | 1.   | 8 d'agost de 1994      | Los Angeles, Estats Units  | Dura         | Nathalie Tauziat        | Jana Novotná Lisa Raymond         | 6−1, 0−6, 6−1    |
| Guanyadora | 2.   | 19 de setembre de 1994 | Tòquio, Japó               | Dura         | Arantxa Sánchez Vicario | Amy Frazier Rika Hiraki           | 6−1, 0−6, 6−1    |
| Guanyadora | 3.   | 1 de gener de 1996     | Auckland, Nova Zelanda     | Dura         | Els Callens             | Jill Hetherington Kristine Kunce  | 6−0, 6−1         |
| Finalista  | 3.   | 12 de febrer de 1996   | París                      | Moqueta (i)  | Nathalie Tauziat        | Kristie Boogert Jana Novotná      | 4−6, 3−6         |
| Finalista  | 4.   | 8 de març de 1996      | Indian Wells, Estats Units | Dura         | Nathalie Tauziat        | Chanda Rubin Brenda Schultz       | 1−6, 4−6         |
| Finalista  | 5.   | 15 de setembre de 1997 | Tòquio                     | Dura         | Chanda Rubin            | Monica Seles Ai Sugiyama          | 1−6, 0−6         |
| Finalista  | 6.   | 5 de gener de 1998     | Auckland                   | Dura         | Janette Husárová        | Nana Miyagi T. Tanasugarn         | 6−7(1), 4−6      |
| Finalista  | 7.   | 12 de gener de 1998    | Hobart, Austràlia          | Dura         | Janette Husárová        | V. Ruano Pascual Paola Suárez     | 6−7(6), 3−6      |
| Guanyadora | 4.   | 8 de juny de 1998      | Birmingham, Regne Unit     | Gespa        | Els Callens             | Lisa Raymond Rennae Stubbs        | 2−6, 6−4, 6−4    |
| Guanyadora | 5.   | 16 de novembre de 1998 | Pattaya, Tailàndia         | Dura         | Els Callens             | Rika Hiraki Aleksandra Olsza      | 3−6, 6−2, 6−2    |
| Finalista  | 8.   | 18 d'octubre de 1999   | Moscou, Rússia             | Moqueta (i)  | Anke Huber              | Lisa Raymond Rennae Stubbs        | 0−6, 1−6         |
| Guanyadora | 6.   | 3 de gener de 2000     | Gold Coast, Austràlia      | Dura         | Anna Kúrnikova          | Sabine Appelmans Rita Grande      | 6−3, 6−0         |
| Guanyadora | 7.   | 10 de gener de 2000    | Sydney, Austràlia          | Dura         | Ai Sugiyama             | Martina Hingis Mary Pierce        | 6−0, 6−3         |
| Guanyadora | 8.   | 7 de febrer de 2000    | París                      | Moqueta (i)  | Sandrine Testud         | Émilie Loit Åsa Carlsson          | 3−6, 6−3, 6−4    |
| Guanyadora | 9.   | 20 de març de 2000     | Miami, Estats Units        | Dura         | Ai Sugiyama             | Nicole Arendt Manon Bollegraf     | 4−6, 7−5, 6−4    |
| Guanyadora | 10.  | 1 de maig de 2000      | Bol, Croàcia               | Terra batuda | Corina Morariu          | Tina Križan Katarina Srebotnik    | 6−2, 6−2         |
| Finalista  | 9.   | 26 de juny de 2000     | Wimbledon, Regne Unit      | Gespa        | Ai Sugiyama             | Serena Williams Venus Williams    | 3−6, 2−6         |
| Finalista  | 10.  | 14 d'agost de 2000     | Mont-real, Canadà          | Dura         | Ai Sugiyama             | Martina Hingis Nathalie Tauziat   | 3−6, 6−3, 4−6    |
| Guanyadora | 11.  | 21 d'agost de 2000     | New Haven, Estats Units    | Dura         | Ai Sugiyama             | V. Ruano Pascual Paola Suárez     | 6−4, 5−7, 6−2    |
| Guanyadora | 12.  | 28 d'agost de 2000     | US Open, Estats Units      | Dura         | Ai Sugiyama             | Cara Black Elena Likhovtseva      | 6−0, 1−6, 6−1    |
| Guanyadora | 13.  | 2 d'octubre de 2000    | Tòquio                     | Dura         | Ai Sugiyama             | Nana Miyagi Paola Suárez          | 6−0, 6−2         |
| Guanyadora | 14.  | 9 d'octubre de 2000    | Tòquio                     | Dura         | Corina Morariu          | Tina Križan Katarina Srebotnik    | 6−1, 6−2         |
| Guanyadora | 15.  | 23 d'octubre de 2000   | Moscou                     | Moqueta (i)  | Ai Sugiyama             | Martina Hingis Anna Kúrnikova     | 4−6, 6−4, 7−6(5) |

#### Períodes com a número 1
| Núm. | Predecessora               | Dates                   | Successora  | Setmanes | Acumulat |
| ---- | -------------------------- | ----------------------- | ----------- | -------- | -------- |
| 1.   | Lisa Raymond Rennae Stubbs | 11/09/2000 − 22/10/2000 | Ai Sugiyama | 6        | 6        |
| 2.   | Ai Sugiyama                | 30/10/2000 − 24/12/2000 | Ai Sugiyama | 8        | 14       |

## Trajectòria

### Individual
| Open d'Austràlia | A  | 2R | 1R          | 3R          | 2R          | 1R | QF          | 2R          | 1R          | 3R | A           | A           | 2R          | QF | 0 / 11 | 16 − 11 |
| Roland Garros | 2R | 2R | 1R          | 3R          | 2R          | 3R | 3R          | QF          | 3R          | 2R | A           | 2R          | 4R          | 1R | 0 / 13 | 20 − 13 |
| Wimbledon | A  | 1R | 2R          | 2R          | 2R          | 4R | 1R          | 1R          | 1R          | A  | A           | 3R          | 3R          | 1R | 0 / 11 | 10 − 11 |
| US Open | 3R | 1R | 2R          | 2R          | 2R          | 2R | 2R          | 2R          | 2R          | A  | A           | 1R          | 4R          | 1R | 0 / 12 | 12 − 12 |
| Jocs Olímpics | NC | A  | No celebrat | No celebrat | No celebrat | 2R | No celebrat | No celebrat | No celebrat | A  | No celebrat | No celebrat | No celebrat | 3R | 0 / 2  | 3 – 2   |
| Rànquing a final d'any | 63 | 75 | 118         | 41          | 20          | 27 | 29          | 21          | 51          | 20 | –           | 22          | 9           | 15 |        |         |
| Llegenda: G: Guanyadora; F: Finalista; SF: Semifinalista; QF: Quarts de final; Q: Qualificació; A: Absent; RR: Round Robin |    |    |             |             |             |    |             |             |             |    |             |             |             |    |        |         |

### Dobles femenins
| Open d'Austràlia | 1R  | 2R          | 2R          | A           | 1R | 1R          | 1R          | 2R          | 3R | A           | A           | 3R          | QF | 0 / 10 | 10 − 10 |
| Roland Garros | 1R  | 2R          | 1R          | 3R          | 2R | 1R          | SF          | QF          | 3R | A           | 2R          | 1R          | SF | 0 / 12 | 18 − 12 |
| Wimbledon | A   | A           | A           | 1R          | 1R | 2R          | 3R          | 3R          | A  | A           | QF          | 2R          | F  | 0 / 8  | 14 − 8  |
| US Open | A   | A           | A           | 1R          | 1R | 1R          | 1R          | QF          | A  | A           | 3R          | 3R          | G  | 1 / 8  | 13 − 7  |
| Jocs Olímpics | A   | No celebrat | No celebrat | No celebrat | A  | No celebrat | No celebrat | No celebrat | A  | No celebrat | No celebrat | No celebrat | QF | 0 / 1  | 2 – 1   |
| Rànquing a final d'any | 214 | 207         | 205         | 54          | 83 | 71          | 20          | 23          | 33 | –           | 21          | 38          | 1  |        |         |
| Llegenda: G: Guanyadora; F: Finalista; SF: Semifinalista; QF: Quarts de final; Q: Qualificació; A: Absent; RR: Round Robin |     |             |             |             |    |             |             |             |    |             |             |             |    |        |         |

### Dobles mixts
| Open d'Austràlia | A  | A  | A | A | A | A | A | A  | QF | A | A  | A | A  | 0 / 1 | 2 − 1 |
| Roland Garros | 1R | 1R | A | A | A | A | A | 3R | A  | A | A  | A | 1R | 0 / 4 | 2 − 4 |
| Wimbledon | A  | A  | A | A | A | A | A | 1R | A  | A | A  | A | 3R | 0 / 2 | 2 − 2 |
| US Open | A  | A  | A | A | A | A | A | A  | A  | A | 1R | A | 1R | 0 / 2 | 0 − 2 |
| Llegenda: G: Guanyadora; F: Finalista; SF: Semifinalista; QF: Quarts de final; Q: Qualificació; A: Absent; RR: Round Robin |    |    |   |   |   |   |   |    |    |   |    |   |    |       |       |